# Ferrières-sur-Ariège
Ferrières-sur-Ariège är en kommun i departementet Ariège i regionen Occitanien i södra Frankrike. Kommunen ligger  i kantonen Foix-Rural som ligger i arrondissementet Foix. År 2022 hade Ferrières-sur-Ariège 775 invånare.

## Befolkningsutveckling
Antalet invånare i kommunen Ferrières-sur-Ariège
Referens: INSEE